# Chimarra elviomar
Chimarra elviomar är en nattsländeart som beskrevs av Malicky 1993. Chimarra elviomar ingår i släktet Chimarra och familjen stengömmenattsländor. Inga underarter finns listade i Catalogue of Life.